# ナイロビの蜂
『ナイロビの蜂』（The Constant Gardener）は、イギリスの作家、ジョン・ル・カレが2001年に発表した小説。および小説を原作とする2005年公開の映画。

## 概要
執筆の年からさかのぼる20年前、ル・カレがバーゼルのビヤホールにいたとき、黒いひげにベレー帽の男が両開きのドアから自転車ごと入ってきてテーブルのそばに自転車を置いて座った。男は化学者で、対人毒物の研究に参加することを拒絶して今は無政府主義者だと話し始めた。その人物はライン川上流の河岸にひしめく「マルチ」と呼ばれる多国籍製薬会社の悪行をル・カレの脳裏に焼き付けた。ル・カレはいつの日かこの男と「マルチ」のことを書こうと思い、ひげやベレー帽や自転車は捨てても、男の怒りだけは将来のためにとっておこうと思ったという。
ル・カレは小説の舞台をアフリカにすることを考えた。まず、国際石油企業に略奪され、汚染されたナイジェリアを舞台にすることを考えたが、どうも平凡に思えた。そんなとき、赴任先のほとんどがアフリカだった元MI6のテッド・ユーニーが製薬業界はどうかと提案した。ル・カレはケニアを取材。そして調査すればするほど、アフリカにおける製薬会社の無法ぶりに憤りを覚えたという。
本作品は「イヴェット・ピエルパオリに捧げる」との献辞がある。慈善活動家のピエルパオリはル・カレの古い友人で、登場人物のテッサ・クエイルのモデルとされている。「アフリカの貧しい人々、とくに女性への献身、慣習への軽蔑、断固己の道を行く異常なまでの信念は、かなり意識的にイヴェットに倣った」と彼は述べている。
2001年1月に刊行され、イギリスでベストセラー1位になり、13週連続でトップテン入りした。アメリカでは『ニューヨーク・タイムズ』のベストセラーリストの4位になった。フランスでもベストセラー1位に輝いた。ドイツでは最初の週だけで5万部を売った。

## 日本語訳
- ジョン・ル・カレ『ナイロビの蜂』<上・下> 加賀山卓朗 訳、集英社文庫／ハヤカワ文庫、2003年12月／2024年8月。

## 映画
2005年公開。ブラジル人監督フェルナンド・メイレレスがジョン・ル・カレの同名小説を映画化した。
レイチェル・ワイズが2005年のアカデミー助演女優賞、ゴールデングローブ賞の助演女優賞を受賞。

### あらすじ
ケニアのナイロビに駐在しているイギリス人外交官のジャスティン・クエイルはある日、製薬会社の不正を暴く活動をしていた妻テッサを殺害される。妻の死の意味を探るうちに、彼は、妻が追っていた事件が、イギリスの製薬会社による非人道的な人体実験であることを知ることとなる。死後もなお絶えることのない妻への深い愛ゆえに、彼が選んだ道とは…

### キャスト
※括弧内は日本語吹替
- ジャスティン・クエイル - レイフ・ファインズ（小杉十郎太）
- テッサ・クエイル - レイチェル・ワイズ（湯屋敦子）
- サンディ・ウッドロウ - ダニー・ヒューストン（後藤敦）
- バーナード・ペレグリン - ビル・ナイ（佐々木敏）
- アーノルド・ブルーム - ユベール・クンデ（江川央生）
- ティム・ドノヒュー - ドナルド・サンプター（糸博）
- ケネス・カーティス - ジェラルド・マクソーリー（藤本譲）
- アーサー・ハモンド - リチャード・マッケイブ（横島亘）
- ロービア - ピート・ポスルスウェイト（小島敏彦）
- グロリア・ウッドロウ - ジュリエット・オーブリー（恒松あゆみ）
- ビルギット - アネク・キム・サルナウ（根本圭子）